# Dale Chihuly

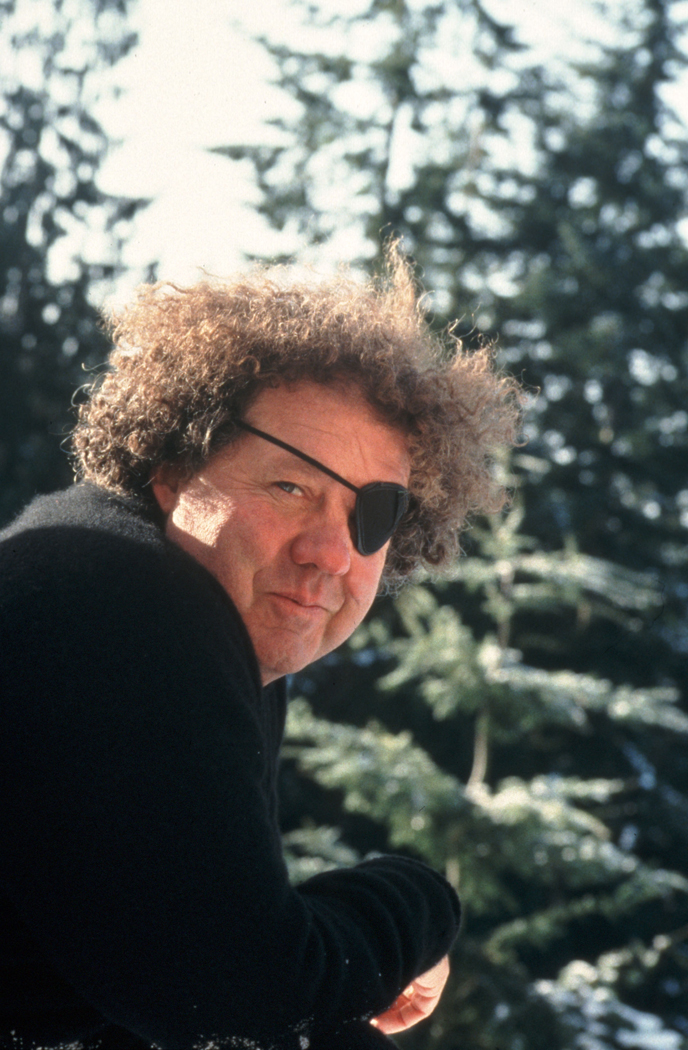
Dale Chihuly (1992)

Dale Patrick Chihuly (* 20. September 1941 in Tacoma, Washington) ist ein amerikanischer Glaskünstler, Hochschullehrer, Unternehmer und Bildhauer.

## Werdegang

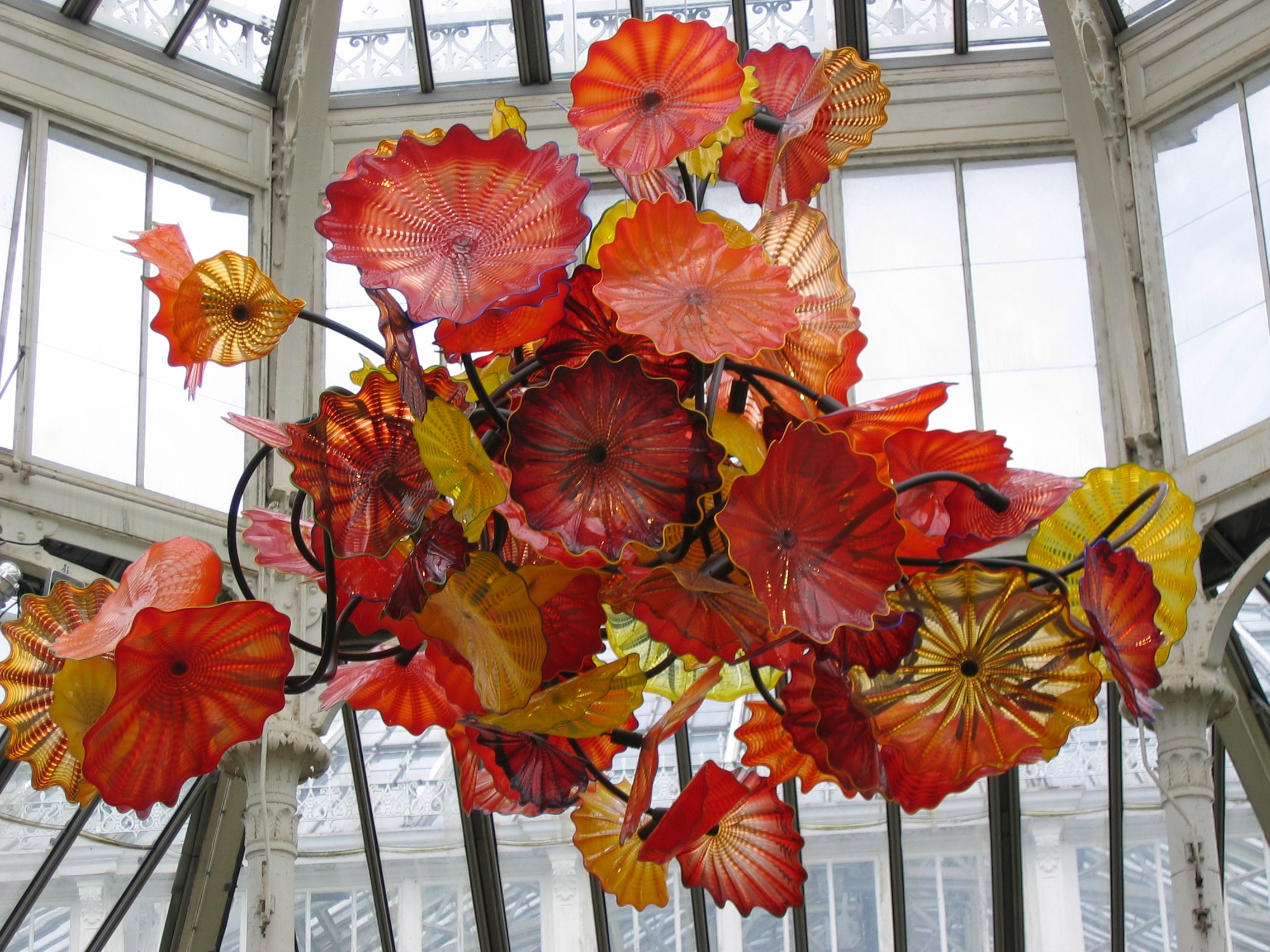
Chihuly-Glas in Kew Gardens

Dale Chihuly wurde in Tacoma, Washington geboren, wo er zur Woodrow Wilson High School ging. 1959 schrieb er sich an der University of Puget Sound ein und wechselte nach einem Jahr zur University of Washington, wo er 1965 sein Studium mit dem Bachelor in den Fächern Innenarchitektur und Design abschloss. Während seiner Zeit als Student an der Universität von Washington war Chihuly Mitglied der Studentenverbindung Delta Kappa Epsilon.
1967 schloss Dale Chihuly ein fortgesetztes Studium mit dem Master of Science als Glasbläser an der University of Wisconsin–Madison ab. Sein Professor war der Glaskünstler Harvey Littleton (1922–2013), ein Pionier der amerikanischen Studioglasbewegung. Chihuly machte ein weiteres Studium mit dem Abschluss Master of Fine Arts als Bildhauer an der Rhode Island School of Design.
Mit einem Fulbright-Stipendium ausgestattet konnte Chihuly 1968 als Glasbläser bei der Manufaktur Paolo Venini auf Murano bei Venedig arbeiten.
In den 70ern arbeitete Chihuly mit seinem Studienkollegen, dem Lichtkünstler und Architekten James Carpenter zusammen.
Italo Scanga und Lino Tagliapietra hatten großen Einfluss auf Chihuly. Chihuly arbeitete 1988 mit Lino Tagliapietra an einer Werkserie, die inspiriert war von venezianischem Glas des Art déco.
Dale Chihuly war zehn Jahre lang Leiter des Glass Programs an der Rhode Island School of Design in Providence USA.

## Persönliches

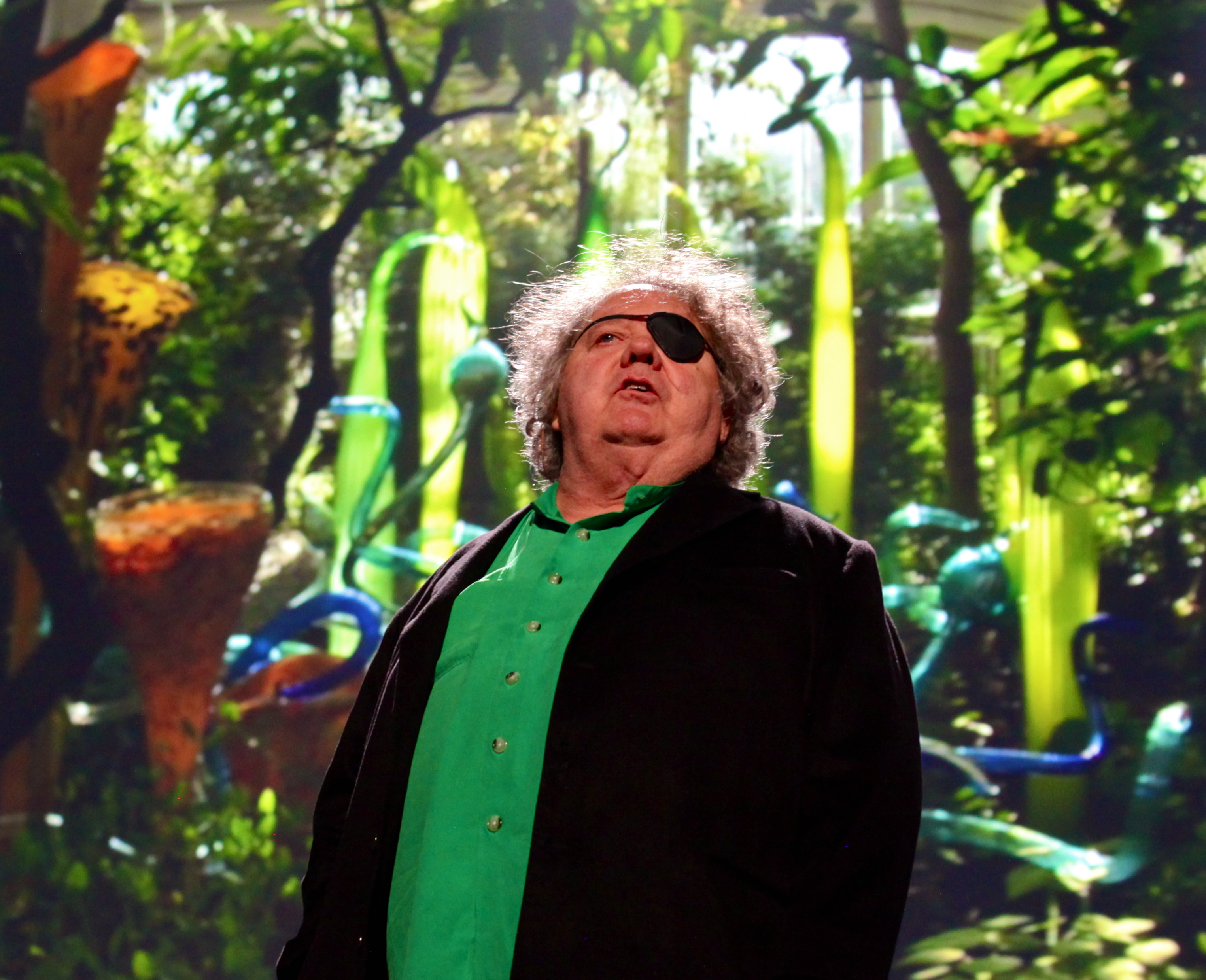
Dale Chihuly auf der TED-Konferenz 2010

Als 15-Jähriger verlor Chihuly seinen älteren Bruder George, der als US Navy Pilot 1957 bei einer Flugübung zu Tode kam. Neun Monate später starb sein Vater, der Fleischer und Gewerkschaftsführer war, im Alter von 51 Jahren an einem Herzinfarkt. Chihulys Mutter Viola Magnuson nahm daraufhin einen Job an, um sich und ihren Sohn zu ernähren. Sie starb 2006 im Alter von 98 Jahren.
Während eines Aufenthalts 1976 in England hatte Dale Chihuly in einer regnerischen Nacht einen schweren Autounfall. Dabei wurde er durch die Windschutzscheibe geschleudert und zog sich ernste Schnittverletzungen im Gesicht zu. Am linken Auge erblindete er. Nach dem Unfall wurde sein Gesicht mit 256 Stichen genäht und mehrere plastische Operationen waren nötig, um sein Äußeres wiederherzustellen. Seitdem trägt er eine Augenklappe. Nach der Genesung führte er seine Arbeit als Glasbläser fort.
Nachdem er sich 1979 beim Bodysurfing die Schulter ausgekugelt hatte, stellte er Glasbläser ein, da er mehrere Monate lang nicht fähig war, selbst tätig zu sein. Chihuly äußerte sich dazu 2006 in einem Interview und erklärte, dass es ihm später mehr Freude bereitet hat, zuzuschauen, als selbst zu produzieren, weil er mehrere Perspektiven zum Werkstück einnehmen, Fehler schneller erkennen und ausmerzen kann.
Von 1988 bis 1991 war Chihuly mit der Dramatikerin Sylvia Peto verheiratet. 2005 heiratete er Leslie Jackson Chihuly, mit der er einen Sohn hat.

## Sein Team

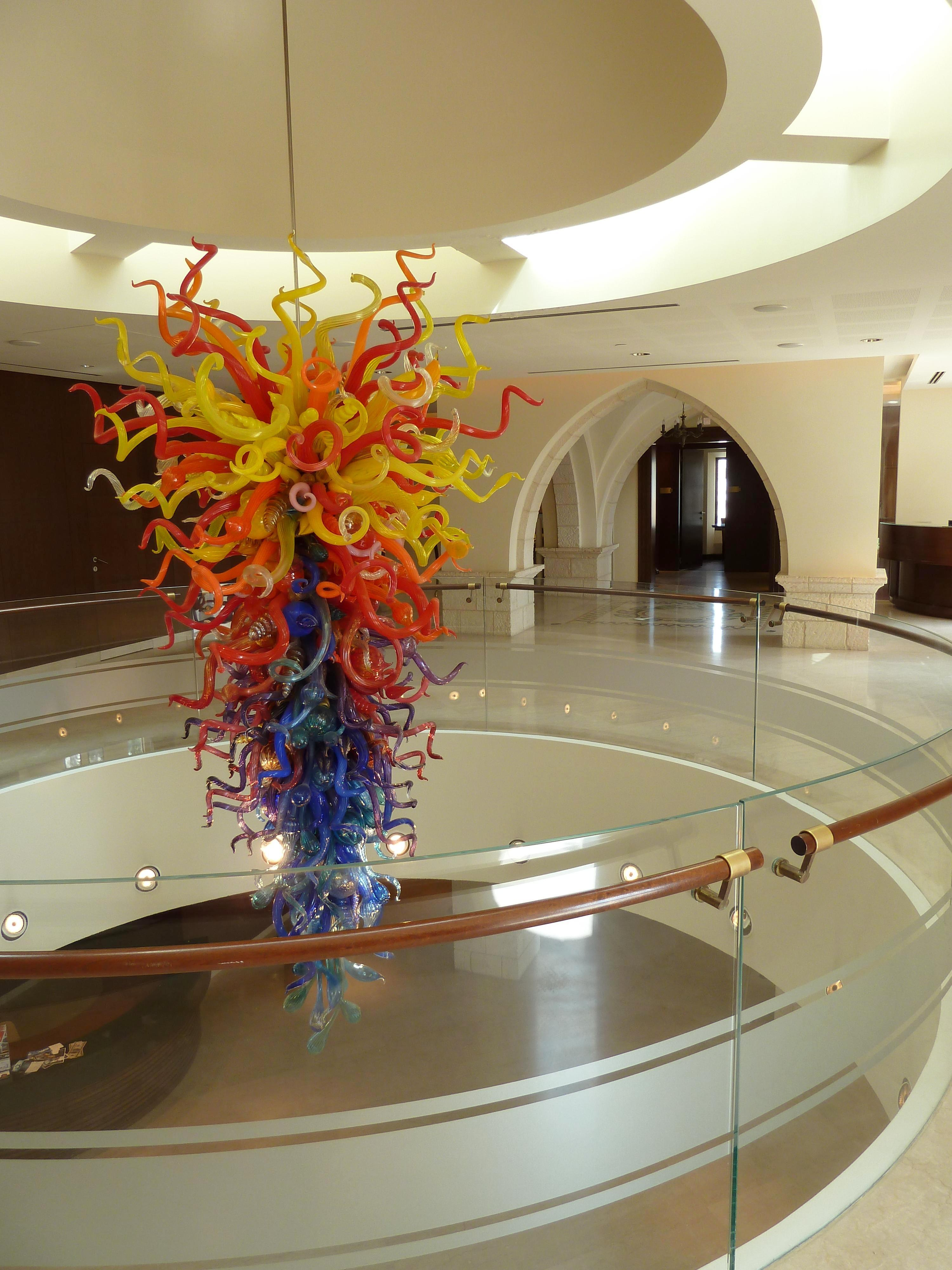
Jerusalem, Yeshiva Aish HaTorah, Atrium

1991 reiste Chihuly mit seinem Team nach Niijima, Japan und 1995 zu der Glasfabrik Iittala bei Nuutajarvi in Finnland.
Eine weitere Reise führte nach Waterford in Irland (bekannt für Waterford Crystal), um in der Glasmanufaktur zu arbeiten und anschließend in und um das Lismore Castle herum Glasarbeiten zu installieren.
Es folgte eine Reise nach Monterrey, Mexiko zur VitroCrisa factory.
Die verschiedenen Serien resultieren aus diesen Arbeitsaufenthalten und der Zusammenarbeit mit unterschiedlichen Glaskünstlern aus verschiedenen Regionen. Zu den wichtigsten Glasserien von Chihuly gehören: Baskets, Persians, Seaforms, Macchia, Ikebana, Cylinders, Soft Cylinders, Venetians, Putti, Fiori, Niijima Floats und die Black Series.
Chihuly arbeitet mit einem Team von bis zu 12 Glaskünstlern. Bekannte Namen sind Joey DeCamp, William Morris, Benjamin Moore, Bryan Rubino, James Mongrain, Tish Douzart, Rich Royal, Kiln Loader, Robbie Miller und Martin Blank.
Assemblagen und Installationen aus Glas wurden in großer Variation und immer verschiedenen Zusammenstellungen hervorgebracht, die auf Ausstellungen in der ganzen Welt, in Sammlungen, Museen, botanischen Gärten und Foyers zu sehen sind.
Chihuly und sein Künstlerteam wurden in der Dokumentation Chihuly Over Venice mit der Kamera begleitet. Sie wurden auch zum Gegenstand der Dokumentation Chihuly in the Hotshop, die 2008 im amerikanischen Fernsehen gezeigt wurde.

## Stiftungen
1971 war er zusammen mit John Hauberg and Anne Gould Hauberg Gründungsmitglied der Pilchuck Glass School in Stanwood, Washington.
Das HillTop Artists program in Tacoma, Washington wurde 1994 mit Hilfe von Dale Chihuly gegründet.
Chihuly Garden and Glass ist ein am 21. Mai 2012 eröffnetes Museum in Seattle. Dort wird Glaskunst von Dale Chihuly präsentiert

## Auszeichnungen (Auswahl)
Chihuly wurde mit der Ehrendoktorwürde an 12 amerikanischen Hochschulen, zwei Stipendien des National Endowment for the Arts und vielen weiteren Preisen ausgezeichnet.

## Ausstellungen (Auswahl)
- 2012: Ausstellung im Dallas Arboretum and Botanical Garden
- 2011: Ausstellung im Museum of Fine Arts, Boston
- 2009: 53te Biennale di Venezia mit der Installation Mille Fiori
- 2007: kreiert das Bühnenbild für die Aufführung der Oper Herzog Blaubarts Burg von Béla Bartók in Seattle.
- 2006: Oisterwijk Sculptuur, Oisterwijk, Niederlande[13]

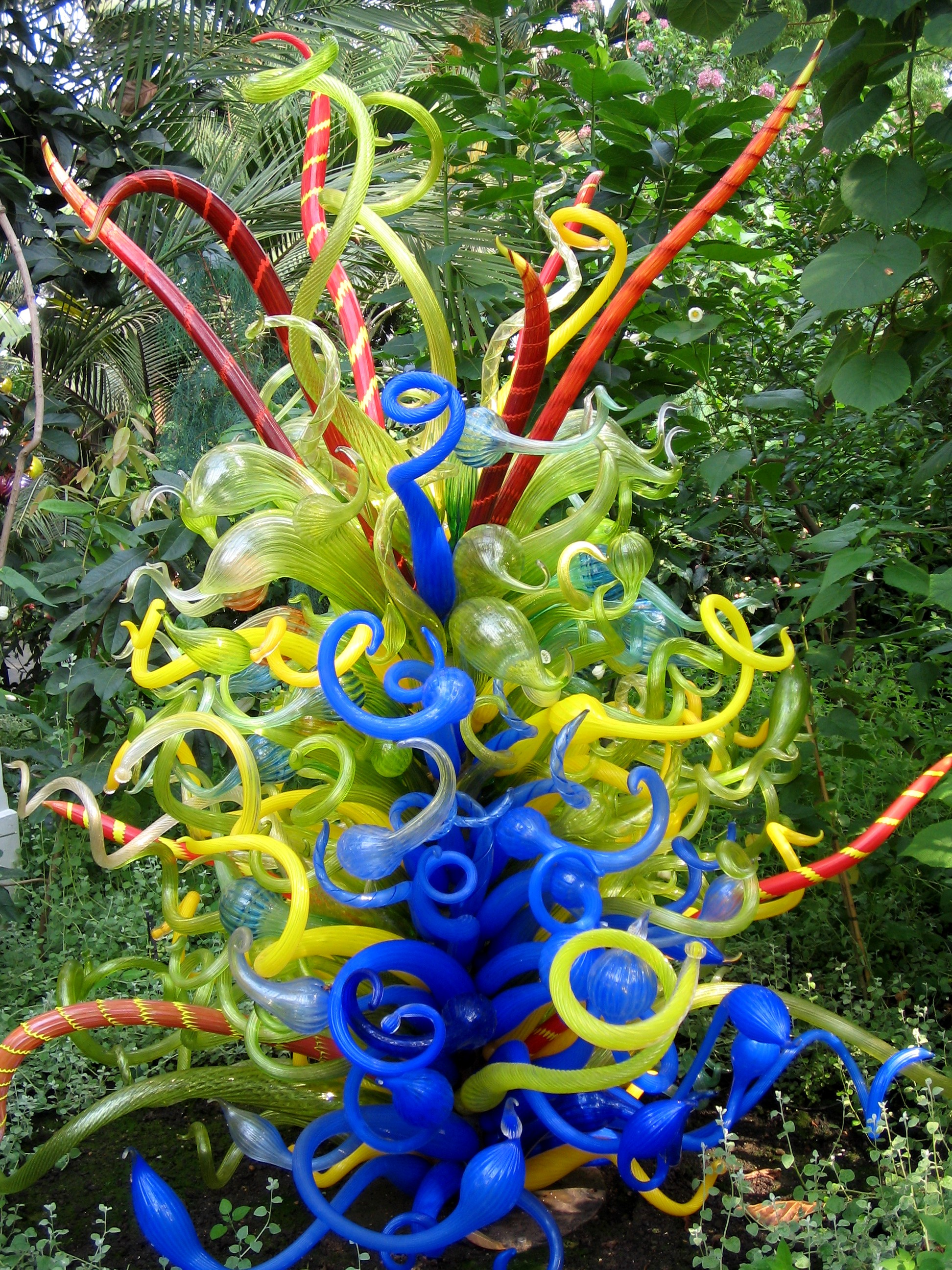
Glasskulptur von Dale Chihuly in den Royal Botanic Gardens (Kew) (2005)

- 2005: Gardens of Glass, Royal Botanic Gardens (Kew), London.
- 2001: Victoria and Albert Museum, London
- 2000: Jerusalem 2000 24 transparente Eisblöcke wurden zu einer temporären Skulptur in Form einer Mauer aufgetürmt.[14]
- 1995: Chihuly Over Venice Glassobjekte wurden über den Kanälen und Plätzen von Venedig platziert.
- 1992: Kronleuchter, Seattle Art Museum, Seattle
- 1991: Niijima Floats, Installationen in Irving, Texas und Kyoto, Japan
- 1986: Dale Chihuly objets de verre, Musée des Arts décoratifs, Louvre, Paris

## Publikationen (Auswahl)
- 365 Days von Dale Chihuly, 2008 ISBN 978-0-810970-885
- Chihuly Gardens & Glass, Barbara Rose und Lisa C. Roberts Portland Press, 2002[15]
- Fire von Dale Chihuly, 2006 ISBN 978-1-576841-594
- Form from Fire, von Dale Chihuly und Henry Geldzahler, 1993 ISBN 978-0-933053-069
- Chihuly Seaforms, 2010 ISBN 978-1-576841-815
- Chihuly and the Sea, von Dale Chihuly und Sylvia Earle, Portland, 1995 ISBN 978-0-960838-257